# Синагога Канесои Окиловхо
Канесои́ Оки́ловхо́ (узб. Kanesoi Oqilovho sinagogasi; евт. Синагогаи Канесои Оқиловҳо) — ныне не существующая синагога, которая располагалась в старой части города Самарканд, в махалле бухарских (среднеазиатских) евреев — Махаллаи́ боло́ (Верхняя махалля), на втором этаже здания. На первом этаже данной синагоги находилась синагога Канесои Эронихо. Принадлежала семье Окиловых.
Синагога Канесои Окиловхо (в переводе с персидского, таджикского и еврейско-таджикского языков означает Синагога Окиловых), была основана и построена в 1890-е годы над синагогой Канесои Эронихо, которая была построена прибывшими на постоянное жительство в Самарканд персидскими и афганскими евреями. 
В 1920-е годы синагога была закрыта, а здание занял «Дом престарелых и инвалидов», позднее — строительный комбинат для глухонемых работников.